# Fragilità dei liquidi

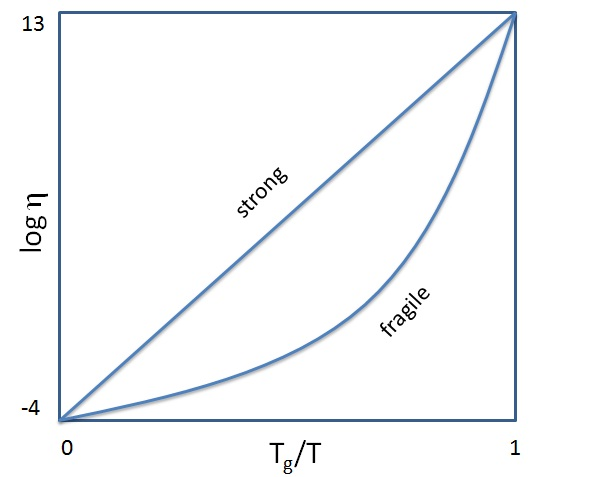
Grafico di Arrhenius della fragilità dei liquidi sottoraffreddati, sia forti che fragili. Questa rappresentazione della fragilità è nota come "Grafico di Angell".

In fisica dei liquidi la fragilità  caratterizza quantitativamente il rallentamento della dinamica di un materiale al diminuire della temperatura verso la temperatura di transizione vetrosa {\displaystyle T_{g}}. Fisicamente, l'indice di fragilità può essere collegato alla presenza di eterogeneità dinamiche nei vetri, così come alla violazione della relazione di Stokes-Einstein tra la viscosità e l'indice di diffusione.

## Definizione
La fragilità è un indice della deviazione della viscosità (o del tempo di rilassamento) da un andamento di tipo Arrhenius. Questa classificazione è stata inizialmente proposta da Austen Angell.  La più comune definizione di fragilità caratterizza la pendenza della curva della viscosità di un marteriale in funzione della temperatura all'avvicinarsi (dall'alto) alla temperatura di transizione vetrosa {\displaystyle T_{g}}:
{\displaystyle {m}=\left({\partial {\log _{10}\eta } \over \partial \left(T_{g}/T\right)}\right)_{T=Tg}}
dove {\displaystyle \eta } è la viscosità, {\displaystyle T_{g}} è la temperatura di transizione vetrosa, m è la fragilità e T è la temperatura. I liquidi sottoraffreddati con un'elevata fragilità sono chiamati "fragili", mentre gli altri vengono definiti "forti".  Ad esempio, la Silice ({\displaystyle SiO_{2}}) ha una fragilità piuttosto bassa, perciò rientra nella classe dei liquidi forti. Al contrario alcuni polimeri hanno una fragilità piuttosto grande e appartengono ai liquidi fragili. 

## Interpretazione fisica
L'origine fisica del comportamento non-Arrhenius dei liquidi fragili è tuttora in fase di studio. Negli ultimi decenni si è ipotizzato un collegamento tra questo fenomeno e la presenza di dinamiche localmente eterogenee nei liquidi fragili, ovvero la presenza di regioni veloci e regioni lente ben divise all'interno del materiale.  Questo effetto è stato inoltre connesso con la violazione della relazione di Stokes-Einstein tra la viscosità e l'indice di diffusione nei liquidi fragili.
Mentre per i liquidi forti l'energia di attivazione non dipende dalla temperatura, per quelli fragili essa cambia notevolmente, pertanto questi ultimi seguono un comportamento di tipo super-Arrhenius. Per quanto riguarda il profilo di energia libera, la principale differenza tra i due tipi di liquidi risiede nel fatto che nel caso dei liquidi fragili si vengono a creare molti più minimi degeneri separati da barriere molto più piccole rispetto al caso dei liquidi forti. I termini "fragile" e "forte", infatti, caratterizzano la facilità del sistema a passare
da uno stato amorfo verso un altro ad esso energeticamente degenere.